# Жилярди, Алессандро
Алесса́ндро Жиля́рди (Джилярди, на русский лад Александр Осипович Жилярди, итал. Alessandro Gilardi; 1808—1871) — швейцарский и российский архитектор итальянского происхождения, один из последних представителей московского ампира.

## Биография
Племянник Джованни Баттиста Жилярди (1755—1819) родился в кантоне Тичино (Швейцария) в 1808 году. Учился у своего отца Джозуэ Жилярди и двоюродного брата Доменико Жилярди. В 1822 году, в возрасте четырнадцати лет, переехал из Тичино в Москву, где работал совместно со своим двоюродным братом Доменико. С 1827 года был помощником архитектора, участвовал в реконструкции Слободского дворца Ремесленных заведений для мальчиков-сирот императорского Воспитательного дома, строительство которого велось в 1828—1832 годах. После отъезда в 1832 году Доменико Жилярди из Москвы, Алессандро завершал за него строительство в усадьбах Отрада (в 1832—1834 гг.) и Кузьминки (в 1832—1847). В 1838 году был назначен младшим архитектором Комиссии для строительства храма Христа Спасителя.
С 1831 года состоял в чине коллежского регистратора, в 1838 году был произведён в коллежские секретари; в 1839 году был награждён орденом Св. Станислава 3-й степени.
В 1847 году покинул Москву, переехав в Милан. Умер в 1871 году.
Среди его работ — городские и общественные здания, церкви и загородные поместья. Ранние работы Алессандро в стиле позднего классицизма — ампира, а поздние являются местной эклектикой, популярной во время правления Николая I. По проекту Алессандро Жилярди была построена католическая церковь святых апостолов Петра и Павла (1839—1845) в Москве.
Был женат на Екатерине Карловне Браун. Их дети: Александр (род. 18.12.1834), Екатерина (род. 03.07.1836), Иосиф (род. 25.06.1838), Николай (род. 16.03.1840), Мария-Матильда (род. 19.08.1842).